# Romain Mahieu
Romain Mahieu (Lille, 17 de febrero de 1995) es un deportista francés que compite en ciclismo en la modalidad de BMX.
Participó en dos Juegos Olímpicos de Verano, obteniendo una medalla de bronce en París 2024 y el sexto lugar en Tokio 2020.
Ganó una medalla de oro en el Campeonato Mundial de Ciclismo BMX de 2023 y una medalla de oro en el Campeonato Europeo de Ciclismo BMX de 2016.

## Palmarés internacional
| Juegos Olímpicos   | Juegos Olímpicos      | Juegos Olímpicos  | Juegos Olímpicos |
| Año                | Lugar                 | Medalla           | Competición      |
| ------------------ | --------------------- | ----------------- | ---------------- |
| 2024               | París (Francia)       | Medalla de bronce | Carrera          |
| Campeonato Mundial |                       |                   |                  |
| Año                | Lugar                 | Medalla           | Competición      |
| 2023               | Glasgow (Reino Unido) | Medalla de oro    | Carrera          |
| Campeonato Europeo |                       |                   |                  |
| Año                | Lugar                 | Medalla           | Competición      |
| 2016               | Verona (Italia)       | Medalla de oro    | Contrarreloj     |